# Saab 9-4X
Saab 9-4X – samochód osobowy typu SUV klasy średniej-wyższej produkowany pod szwedzką marką Saab przez kilka miesięcy 2011 roku. Jest to najkrócej produkowany samochód osobowy w historii motoryzacji.

## Historia i opis modelu

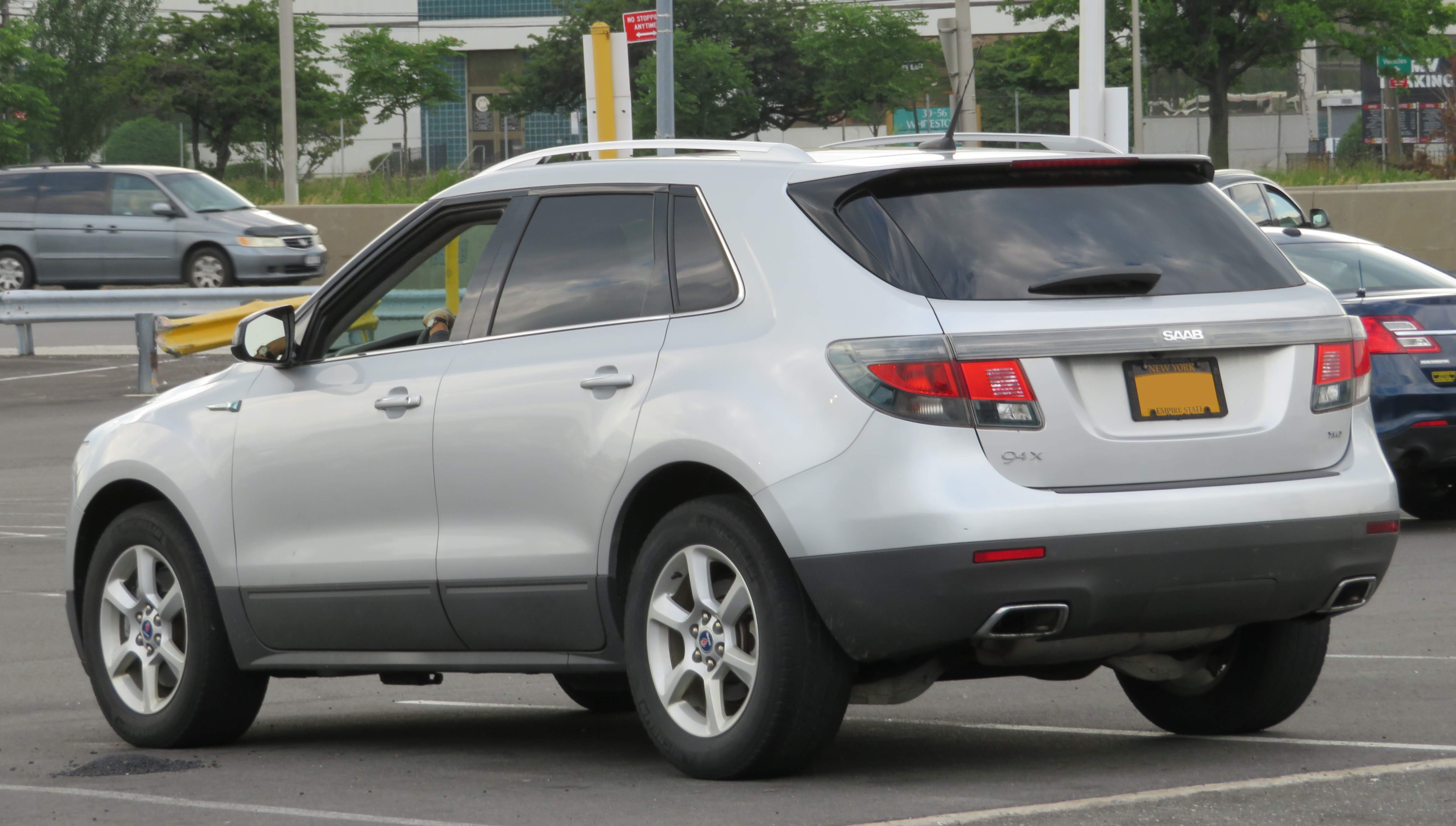
Saab 9-4X – tył

Samochód po raz pierwszy zaprezentowano jako koncept podczas targów motoryzacyjnych w Detroit w styczniu 2008 roku pod nazwą Saab 9-4X BioPower. Pierwsza prezentacja wersji produkcyjnej pojazdu miała miejsce podczas targów motoryzacyjnych w Los Angeles w listopadzie 2010 roku, a druga w styczniu 2011 roku w Detroit. W stosunku do konceptu 9-4X BioPower auto różni jedynie szczegółami takimi jak m.in. obramowania świateł przeciwmgielnych, lusterka zewnętrzne, tylne lampy oraz alufelgi.
Konstrukcja pojazdu została opracowana na płycie podłogowej koncernu General Motors o nazwie Theta Premium na której zbudowany został m.in. Cadillac SRX. Samochód został zaprojektowany przed sprzedażą Saaba przez koncern General Motors.
Samochód łączy skandynawski design i poszanowanie dla środowiska naturalnego. Auto otrzymało charakterystyczny chromowany grill z trzema wlotami oraz umieszczonym centralnie znaczkiem SAAB oraz profilowane klosze przednich świateł, a także otwory pod przednim zderzakiem. Linia dachu została wydłużona dzięki zastosowaniu niewielkiego spojlera. Tył pojazdu nawiązuje do modelu 9-5 drugiej generacji poprzez LEDową listwę łącząca reflektory z napisem SAAB. Wnętrze pojazdu z charakterystycznym lotniczym kokpitem zwróconym w stronę kierowcy posiada umieszczony między przednimi fotelami przycisk Start&Stop zamiast stacyjki, prędkościomierz stylizowany na wysokościomierz stosowany w samolotach, zielone podświetlenie trzech głównych wskaźników, system Night Panel wygaszający podświetlenie wskaźników oraz charakterystyczne uchwyty do regulacji kratek wentylacyjnych.
Pod koniec 2011 roku przeprowadzono testy bezpieczeństwa pojazdu IIHS, w których Saab 9-4X otrzymał najwyższe noty w każdej serii testów (dachowanie, zderzenie czołowe, boczne oraz w tył).
Produkcję pojazdu przedwcześnie zakończono zaledwie po kilku miesiącach produkcji w związku ze sprzedażą Saaba funduszowi inwestycyjnemu National Electric Vehicle Sweden, za którym stały szwedzkie oraz chińskie źródła finansowania. NEVS zamierzał skupić się na samochodach elektrycznych. Model 9-4X poza mianem najkrócej produkowanego samochodu osobowego w historii jest także ostatnim nowym samochodem, jaki zaprezentował producent. Powstały 573 egzemplarze modelu.

### Wersje wyposażeniowe
- Linear
- Vector
- Aero

Standardowe wyposażenie pojazdu obejmuje m.in. elektryczne sterowanie szyb, elektryczne sterowanie lusterek, elektrycznie regulowane w ośmiu płaszczyznach przednie fotele, regulacje w trzech płaszczyznach tylnej kanapy, dwustrefową klimatyzację, system audio firmy Bose z 8 głośnikami, gniazdem USB oraz wejściem AUX, gniazdo 12V, kamerę cofania, światła do jazdy dziennej wykonane w technologii LED, 18-calowe alufelgi.
Opcjonalnie samochód wyposażyć można m.in. w elektryczną regulację wysokości pedałów, 8-calowy ekran dotykowy umieszczony w konsoli centralnej obsługujący m.in. system nawigacji satelitarnej połączony z systemem multimedialnym z dwoma 8-calowymi ekranami umieszczonymi w zagłówkach przednich foteli z zestawem audio firmy Bose z 10 głośnikami oraz systemem dźwięku przestrzennego 5.1 oraz system Saab Infotainment Navigation z twardym dyskiem o pojemności 10 GB, zestaw głośnomówiący ze złączem Bluetooth, a w wersji Aero w aktywne zawieszenie DriverSense oraz 20-calowe obręcze kół o 9 ramionach przypominające łopatki turbiny.
Wersje wyposażone w napęd na cztery koła posiadają elektronicznie sterowany, tylny mechanizm różnicowy o ograniczonym poślizgu.

### Silniki
| Silnik             | Pojemność skokowa [cm³] | Typ silnika        | Wtrysk paliwa      | Moc maksymalna [KM] ([KW]) przy obr./min | Maks. moment obrotowy [Nm] przy obr./min | Przyspieszenie 0–100 km/h [s] | Prędkość maks. [km/h] | Średnie zużycie paliwa [l/100km] | Turbodoładowanie   |
| Silniki benzynowe: | Silniki benzynowe:      | Silniki benzynowe: | Silniki benzynowe: | Silniki benzynowe:                       | Silniki benzynowe:                       | Silniki benzynowe:            | Silniki benzynowe:    | Silniki benzynowe:               | Silniki benzynowe: |
| ------------------ | ----------------------- | ------------------ | ------------------ | ---------------------------------------- | ---------------------------------------- | ----------------------------- | --------------------- | -------------------------------- | ------------------ |
| 2.8 V6 TwinTurbo   | 2792                    | V6                 | SIDI               | 300 (221)/5300                           | 400/2000                                 | 8,3                           | 230                   | 12,2                             | podwójne           |
| 3.0i V6            | 2997                    | V6                 | SIDI               | 265 (195)/6950                           | 302/5100                                 | 9,0                           | 210                   | 11,7                             | –                  |

### Produkcja
- Pierwszy pojazd z numerem 00001 polakierowany na odcień metalicznej bieli i wyposażony w podwójnie doładowany silnik 2.8 używany podczas jazd testowych dla przedstawicieli mediów w Stanach Zjednoczonych trafił do Muzeum Saaba w Szwecji[16]
- Ostatnie egzemplarze pojazdu sprzedane zostały 22 marca 2013 roku[17].